# Neue Berliner Räume
Neue Berliner Räume (NBR) ist ein Projektraum ohne festen Ort in Berlin.

## Tätigkeit und Geschichte
Das Ausstellungsprogramm findet nicht in einem festen Ausstellungsraum statt, sondern an ständig wechselnden Orten. Die Arbeitspraxis von Neue Berliner Räume basiert auf einem erweiterten Raumbegriff, bei dem vor allem ungewöhnliche und besondere Orte in den Fokus gerückt werden – ortsspezifische Installationen bilden dabei den Schwerpunkt des Programms. Die Initiative wurde 2011 gegründet und wird seit 2015 als gemeinnütziger Verein NBR – Neue Berliner Räume e.V. geführt.
Die Ausstellungstätigkeit von Neue Berliner Räume konzentriert sich zum einen auf historisch bedeutende Orte wie das Postfuhramt Mitte, das Tieranatomische Theater der Humboldt-Universität, den Neuen Marstall am Schlossplatz sowie den Tempelhofer Flughafen, zum anderen aber auch auf Orte im öffentlichen Raum.
Einzelne Ausstellungen waren u. a. in den Programmen des Internationalen Literaturfestivals Berlin (2012), des Project Space Festivals (2014) sowie im Rahmenprogramm der Berlin Art Week (2012, 2016) vertreten. Die kuratorischen Projekte entstehen in der Regel in enger Zusammenarbeit mit verschiedenen Partnern und Institutionen, wie z. B. C/O Berlin und dem Hermann von Helmholtz-Zentrum für Kulturtechnik.
2016 erhielt Neue Berliner Räume die „Auszeichnung künstlerischer Projekträume und -initiativen“ der Senatskanzlei für Kulturelle Angelegenheiten der Stadt Berlin.

## Ausstellungen (Auswahl)
- 2012: Echoes of Voices in the High Towers, Robert Montgomery, Tempelhofer Freiheit, Stattbad Wedding, u. a.[6]
- 2013: Shroud, Jodie Carey, Tieranatomisches Theater der Humboldt-Universität zu Berlin
- 2015: Wo der Ort beginnt, verschiedene Künstler, Kunsthaus Dahlem[7][8], Freie Universität[9]
- 2019: Stadtschreiber, u. a. Miguel Brusch, Matias Sauter, fotografisches Langzeitprojekt auf Instagram